# Фіанаранцуа (провінція)
Фіанаранцуа (малаг. Fianarantsoa) — колишня провінція Мадагаскару. Скорочена назва регіону — «Фіанар».
- Площа: 103,272 км².
- Населення: 3 366 291 особа (оцінка липня 2001).
- Адміністративний центр: місто Фіанаранцуа.
- Голова: Фіді Імпанжату Ракотонаріву (з 2005 року).

На території провінції знаходяться 4 головних національних парки: Національний парк Раномафана, Мідонжі Дю Сюд, Ісало і Андрінгітра.
Провінція Фіанаранцуа межує з наступними провінціями:
- Туамасіна — на півночі
- Антананаріву — на північному заході
- Туліара — на заході.

## Географія
Провінція знаходиться у південно-східній частині країни. На півночі межує з провінціями Антананаріву та Туамасіна, на півдні та заході — з провінцією Туліара.
На території провінції знаходяться 4 головні національні парки: Раномафана, Мідонгій Ду Суд, Ісало та Андрінгітра.
Скорочена назва регіону "Фіанар".

## Адміністративний поділ

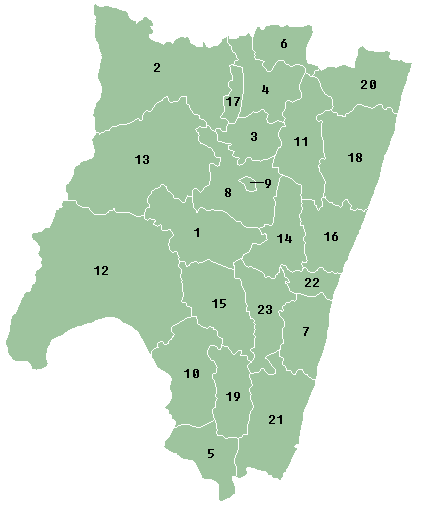
Регіони та департаменти провінції Фіанаранцуа.

| - Регіон Ацімо-Ацінанана: - 5. Біфотака - 7. Фарафанґена - 19. Мідонжі-Сюд - 21. Ванґаіндрану - 23. Вондрозу - Регіон Айоромбе: - 10. Якора - 12. Айозі - 15. Івоїбе - Регіон От-Маціатра: - 1. Амбалавау - 3. Амбуімаазуа - 8. Фіанаранцуа (сільський) - 9. Фіанаранцуа (міський) - 13. Ікаламавоні - Регіон Амороні-Манія: - 2. Амбатуфінандраана - 4. Амбосітра - 6. Фандріяна - 17. Манандріяна - Регіон Ватоваві-Фітовінані: - 11. Іфанадіана - 14. Іконґу - 16. Манакара-Ацімо - 18. Мананжарі - 20. Нусі Варіка - 22. Виоіпену |

## Міста
- Алакамізі, Фіанаранцуа
- Фанжакана
- Андуапатсакана
- Антуетра